# ماثيو ميتكالف
ماثيو ميتكالف (بالإنجليزية: Matthew Metcalf)‏ (28 يوليو 1969 في المملكة المتحدة - ) هو لاعب كرة قدم بريطاني في مركز الهجوم. لعب مع نادي برينتفورد وبرينتري تاون وWroxham F.C. ‏ ونادي ديس تاون ‏.